# Stazione di Marchirolo
La stazione di Marchirolo era una stazione ferroviaria posta sulla linea Ghirla-Ponte Tresa. Serviva il centro abitato di Marchirolo.